# Al Jumaliyah

Al Jumaliyah est l'une des 10 subdivisions du Qatar. Al Jumaliyah s'étend, à l'ouest de Doha, sur 2.611 km² et sa population est estimée à 13.085 en 2004.

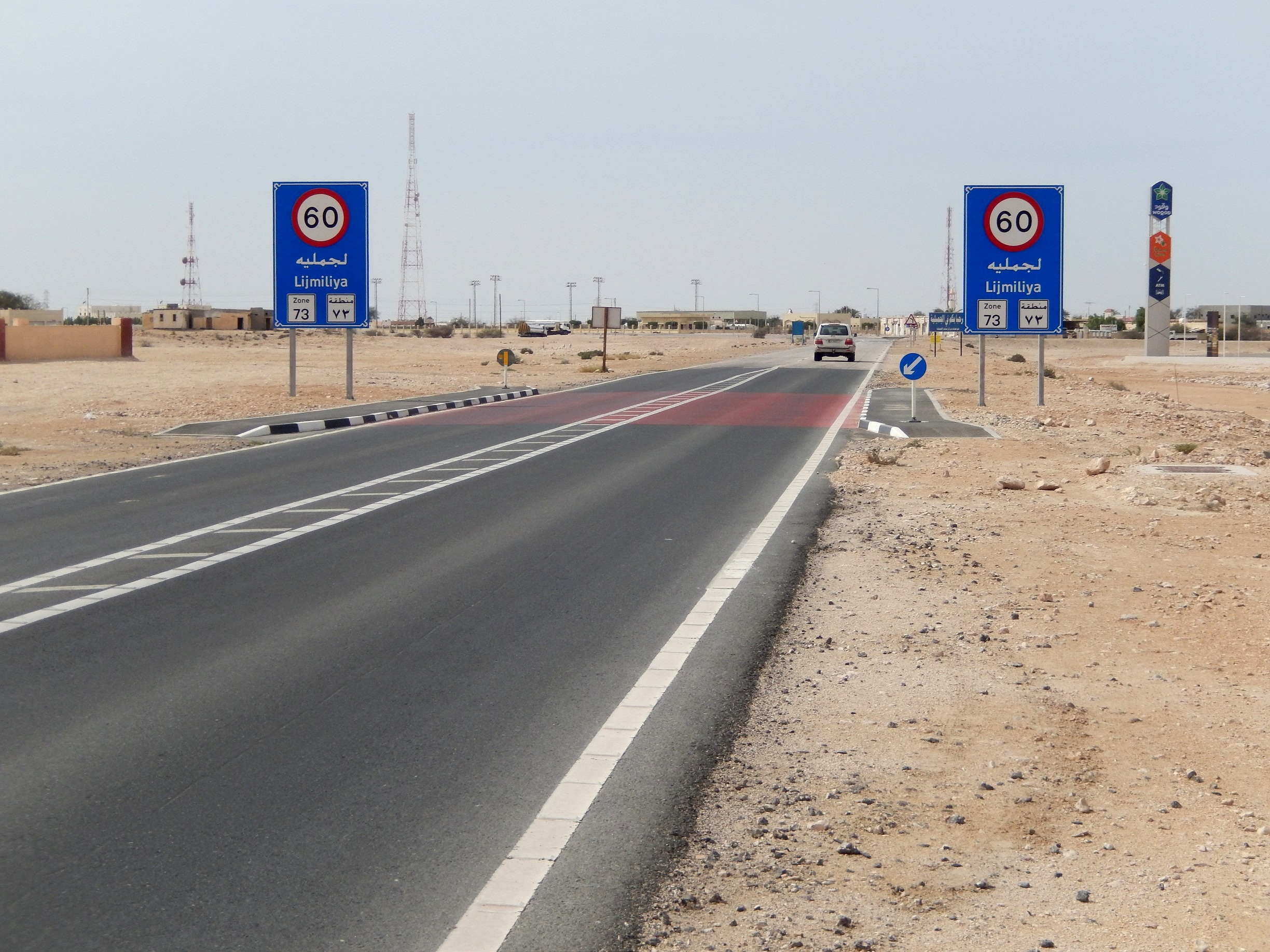
Entrée dans Al Jemailiya

## Tourisme
- Bir Zekreet : escarpement calcaire remarquable, plages proches, Murwab Fort
- Al Shahaniya : courses de dromadaires